# Bob McAdoo
Robert Allen „Bob” McAdoo (ur. 25 września 1951 w Greensboro) – amerykański koszykarz, występujący na pozycjach skrzydłowego oraz środkowego, późniejszy trener koszykarski, wielokrotny mistrz NBA jako zawodnik, a także asystent głównego trenera.
Mierzący 206 cm wzrostu koszykarz do NBA został wybrany z numerem 2. w drafcie w 1972 przez Buffalo Braves i w tym klubie spędził pięć lat. W pierwszym sezonie gry został wybrany debiutantem roku, w 1975 został MVP całych rozgrywek. W 1977 odszedł do New York Knicks, gdzie grał do 1979, następnie był graczem Boston Celtics (1979), Detroit Pistons (1980-1981) oraz New Jersey Nets (1981). Na dłużej trafił do Los Angeles Lakers (1981-1985) i wywalczył dwa pierścienie mistrzowskie. Karierę w NBA kończył w Philadelphia 76ers w 1986.
Pięć razy brał udział w meczu gwiazd NBA. W latach 1974–1976 trzykrotnie z rzędu był królem strzelców ligi. W sezonach 1973/1974 i 1975/1976 zajął drugie miejsce w głosowaniu na MVP fazy zasadniczej.
W wieku 35 lat wyjechał do Europy, gdzie przez 7 lat występował w lidze włoskiej. Tam także odnosił sukcesy, m.in. dwukrotnie zdobył mistrzostwo Euroligi z Tracerem Mediolan. W 1988 został pierwszym MVP Final Four Euroligi. Karierę skończył w wieku 41 lat.
Od połowy lat 90. do 2014 pełnił funkcję asystenta trenera w klubie Miami Heat.
W 2000 został wybrany do Koszykarskiej Galerii Sław.

## Osiągnięcia

### College
- Uczestnik NCAA Final Four (1972)
- Mistrz:
  - turnieju konferencji Atlantic Coast (ACC – 1972)
  - sezonu regularnego ACC (1972)
- MVP turnieju ACC (1972)[4]
- Zaliczony do:
  - I składu:
    - All-American (1972)[5]
    - NJCAA All-American (1971)
    - turnieju All-NCAA (1972)[6]

  - Koszykarskiej Galerii Sław Karoliny Północnej[7]
  - Akademickiej Galerii Sław Koszykówki (2006)[8]

### NBA
- dwukrotny mistrz NBA (1982, 1985)[9]
- dwukrotny wicemistrz NBA (1983-84)[9]
- NBA MVP (1975)[10]
- 5-krotny uczestnik meczu gwiazd NBA (1974–1978)[11]
- Wybrany do:
  - I składu:
    - NBA (1975)[12]
    - debiutantów NBA (1973)[13]

  - II składu NBA (1974)[12]
  - składu najlepszych zawodników w historii NBA, wybranego z okazji obchodów 75-lecia istnienia ligi (2021)[14]
- Debiutant Roku NBA (1973)[15]
- Lider:
  - sezonu zasadniczego w:
    - średniej punktów (1974–1976)[16]
    - skuteczności rzutów z gry (1974)[17]

  - play-off w średniej zdobytych punktów (1975)[18]
- Członek Koszykarskiej Galerii Sław (Naismith Memorial Basketball Hall Of Fame – 2000)[19]

### Reprezentacja
- Uczestnik igrzysk panamerykańskich (1971)[20]

### Europa
- Mistrz:
  - Euroligi (1987-88 – wcześniej pod nazwą Pucharu Europy Mistrzów Krajowych)[21]
  - Włoch (1987, 1989)
- Wicemistrz Włoch (1988)
- Zdobywca:
  - Pucharu Włoch (1987)
  - FIBA Intercontinental Cup (1987)
- dwukrotny uczestnik turnieju McDonalds Open (1987, 1989)
- 2-krotnie zaliczony do składu McDonalds Open All-Tournament Team (1987, 1989)
- MVP Final Four Euroligi (1988)[7]
- Lider strzelców finałów Euroligi (1988)
- Zwycięzca konkursu rzutów za 3 punkty podczas włoskiego meczu gwiazd (1987)
- Wybrany do grona 50 Greatest Euroleague Contributors (2008)[21]

### Trenerskie
- trzykrotny mistrz NBA jako asystent trenera (2006, 2012–2013)[9]
- dwukrotny wicemistrz NBA jako asystent trenera (2011, 2014)[9]